# 杜维孟
杜维孟（1996年9月29日—）是一名越南足球运动员，司职后卫。目前效力于越南甲级联赛俱乐部河内FC。目前是越南足球队国脚。

## 荣誉

### 俱乐部
河内
- 越南足球甲級聯賽冠军：2016、2018、2019、2022
  - 亚军：2015、2020
- 越南盃冠军：2019、2020、2022
  - 亚军：2015、2016
- 越南超級盃冠军：2019、2020、2021
  - 亚军：2016、2017

### 国家队
越南U23
- 东南亚运动会铜牌：2015
- 亞足聯U-23亞洲盃亚军：2018

越南
- 東南亞足球錦標賽冠军：2018
  - 亚军：2022
- 越南国际足球友谊赛杯冠军：2022
- 泰王杯亚军：2019